# 敷根駅
敷根駅（しきねえき）は、かつて鹿児島県国分市敷根（現在の霧島市国分敷根）に設置されていた、日本国有鉄道（国鉄）大隅線の駅（廃駅）である。大隅線の廃止に伴い、1987年（昭和62年）3月14日に廃駅となった。

## 歴史
- 1972年（昭和47年）9月9日：古江線（後の大隅線）の海潟温泉駅 - 国分駅間の延伸開業と同時に、新設[1]。無人駅[2]。
- 1987年（昭和62年）3月14日：大隅線の全線廃止に伴い、廃駅となる[1]。

## 駅構造
単式ホーム1面1線を有する駅であり、無人駅であった。ホーム上に待合所を併設していたが、駅舎は無かった。当駅は開業時から駅員の配置は行われなかった。

## 廃止後の現状
一般道と化し跡形は全くない。付近にはホームプラザナフコ国分店があり、その近くには国分ふれあいバス「赤川」停留所が設置され、上之段線のバスが経由する。同線のバスは水曜・金曜に1日2往復（午前と午後に各1往復ずつ）が運行される。
※2023年2月19日時点（バスの運行日及びその本数を含む）。

## 隣の駅
日本国有鉄道
大隅線
大隅福山駅 - 敷根駅 - 銅田駅